# Michel Hervé (mathématicien)
Pour les articles homonymes, voir Michel Hervé et Hervé.
Michel André Hervé (né le 9 octobre 1921 à Paris, où il est mort le 3 août 2011) est un mathématicien français, s'intéressant plus spécialement à l'analyse.

## Biographie
Michel Hervé est deuxième[réf. souhaitée] du classement général d'admission à l'École normale supérieure en 1939, et sort premier à l'agrégation de 1942. De 1944 à 1947, il est agrégé préparateur à l'ENS, puis attaché de recherches au CNRS. En 1951, il est titulaire d'un doctorat et a la charge du Cours Peccot au Collège de France. En 1951, il est professeur à l'Université de Rennes, puis en 1953 à Caen, en 1955 à Nancy (où il a pour collègue Laurent Schwartz) et en 1963 à l'Université de Paris VI, où il reste jusqu'à sa retraite en 1990. De 1983 à 1990, il dirige le Laboratoire d'analyse et de géométrie complexes en tant que successeur de Pierre Dolbeault.
Il est également à l'origine de la création de l'Institut de Mathématiques de Jussieu (universités Paris VI, VII, CNRS) en 1994. De 1970 à 1980, il est directeur adjoint de l'ENS.
Il est chercheur invité à l'Institute for Advanced Study (1957) et au Tata Institute of Fundamental Research (1962).
Il conduit des recherches sur la théorie des fonctions de plusieurs variables complexes (par exemple, l'itération de fonctions holomorphes dans {\displaystyle \mathbb {C} ^{n}} et fonctions automorphes à plusieurs variables), théorie du potentiel, théorie de la mesure et équations différentielles partielles du deuxième ordre.

## Prix et distinctions
En 1968, il reçoit avec Marcel Brelot le premier prix Servant de l'Académie des Sciences et, en 1972, le prix Gaston Julia.
En 1981, il est président de la Société mathématique de France (SMF).

## Publications
En 1968, il édite les Œuvres de Gaston Julia .
- Transformation de Fourier et distributions, Presses Universitaires de France, 1986
- Analyticity in infinite dimensional spaces, de Gruyter 1989
- Analytic and plurisubharmonic functions, Lecture Notes in Mathematics, Springer Verlag 1971 (Cours University of Maryland, 1970)
- Several complex variables: local theory, Oxford University Press, 1963, 2. Édition 1987 (Tata Institute of Fundamental Research Studies in Mathematics)
- Fonctions analytiques, Presses Universitaires de France, 1982